# Flaga maryjna
Flaga maryjna – kościelna flaga zwyczajowa, wywieszana dekoracyjnie podczas wszystkich katolickich świąt poświęconych Matce Boskiej – np. w Uroczystość Świętej Bożej Rodzicielki Maryi oraz w Dzień Wniebowzięcia Najświętszej Maryi Panny. Często wywieszana jest wespół z flagą Polski oraz tzw. flagą papieską, będącą uproszczoną flagą Watykanu.

## Historia
Flaga maryjna powstała w sposób przypadkowy. Pierwszy raz zaistniała ona w świadomości społeczeństwa podczas pierwszej pielgrzymki Jana Pawła II do Polski. Wówczas to jedno z miast goszczących papieża, Kraków, przyozdobiło ulice w swoje biało-niebieskie miejskie flagi. W trakcie wizyty jednak, z uwagi na niszowość tej flagi oraz silne przywiązanie Jana Pawła II do kultu maryjnego, ludzie błędnie przypisywali ją Matce Boskiej, ponieważ jej barwy tradycyjnie kojarzone są z Marią z Nazaretu – widać to szczególnie na rzeźbach i obrazach, gdzie przedstawiana jest nader często w jasnoniebieskim bądź niebieskim płaszczu i białej sukni.
Po zakończonej pielgrzymce papieskiej flaga maryjna nie była często wywieszana publicznie z uwagi na ateistyczny charakter PRL, jednakże pamięć o niej przetrwała i doprowadziła do tego, że stała się stałym elementem religijnych dekoracji, a w dodatku wymusiła na władzach Krakowa późniejszą zmianę używanego odcienia niebieskiego na fladze miasta.
Flaga maryjna uznawana jest za ewenement występujący wyłącznie w Polsce.

## Galeria

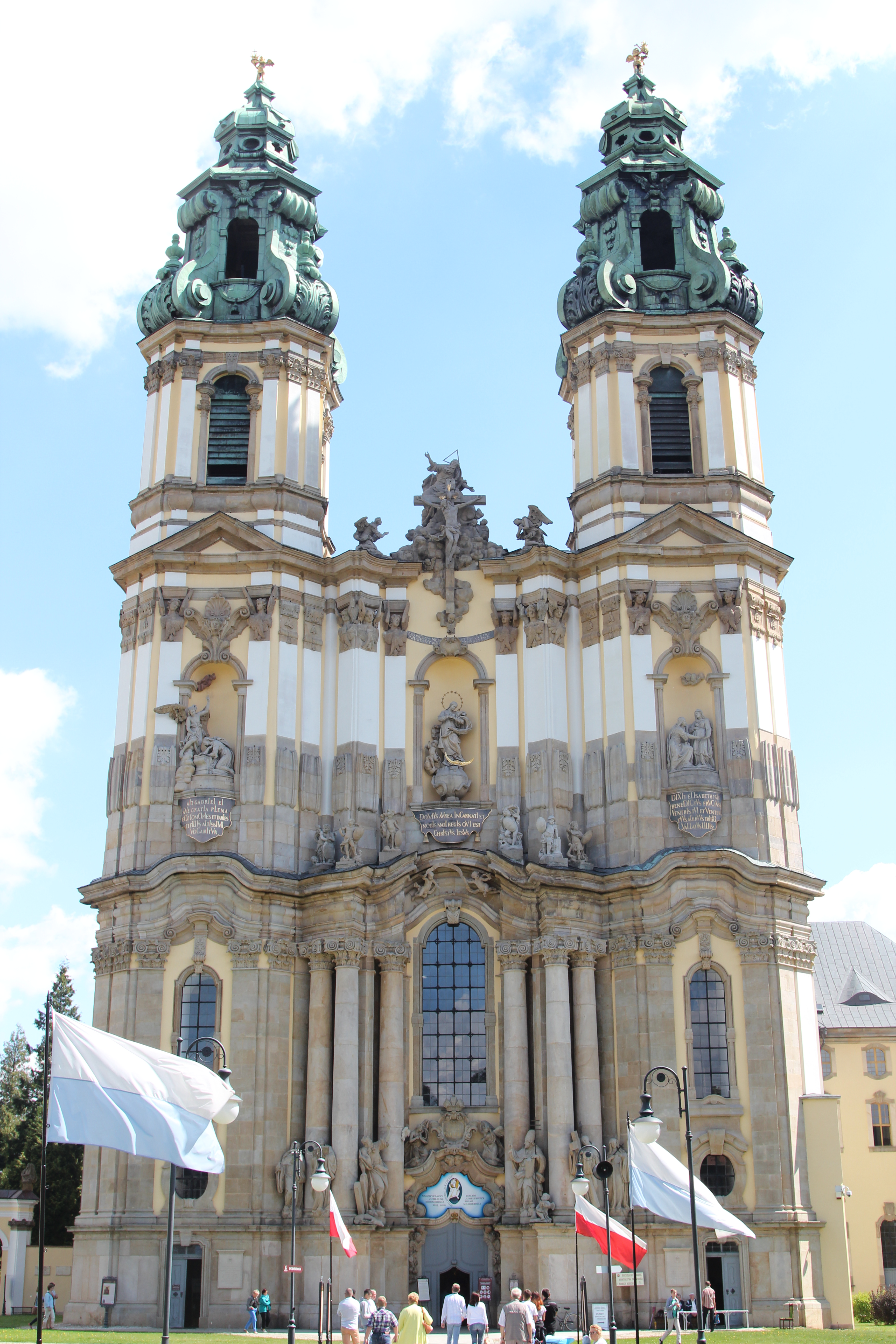
Flagi maryjne powiewające przed Bazyliką Wniebowzięcia Najświętszej Maryi Panny w Krzeszowie
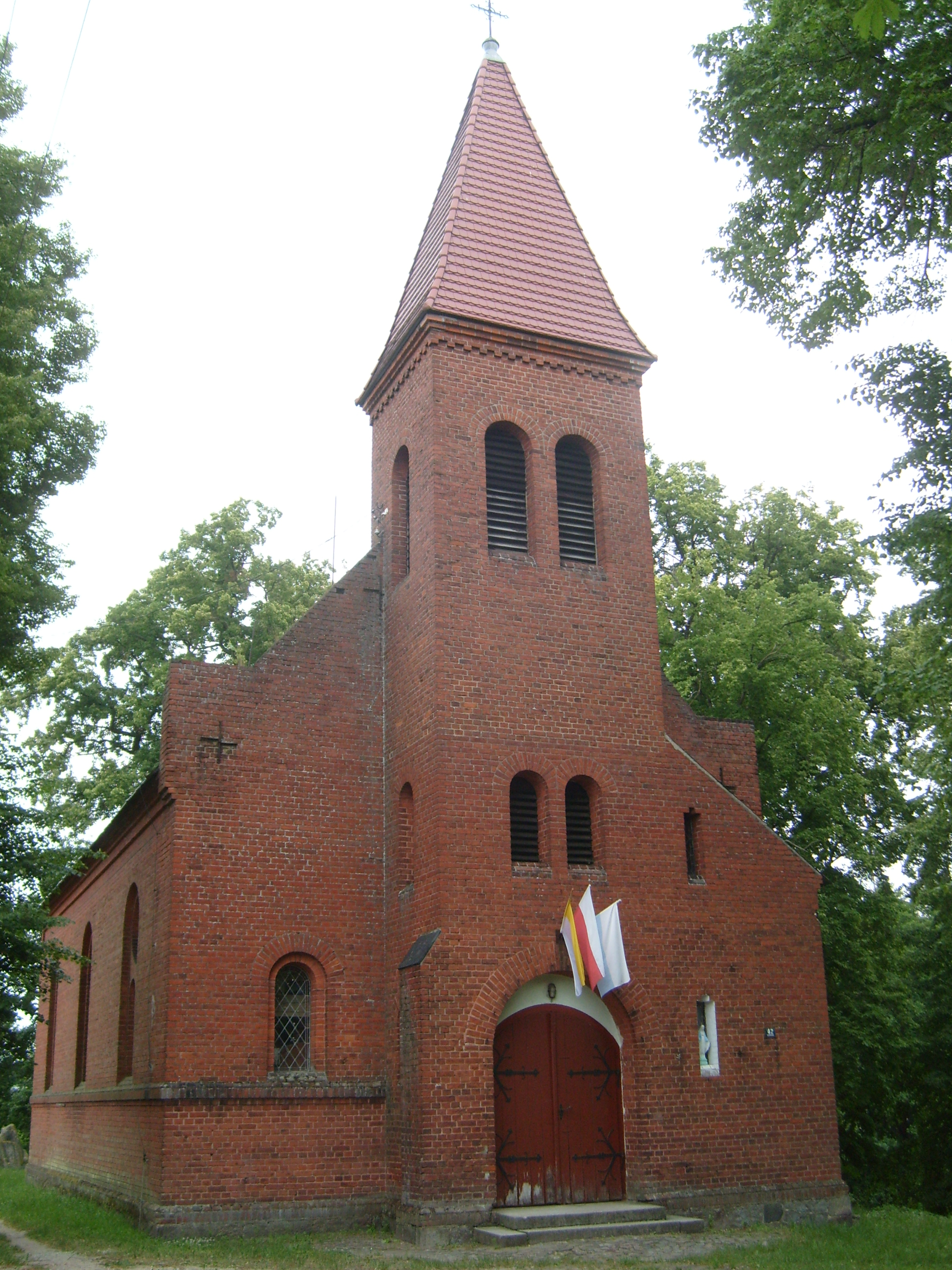
Kościół Matki Bożej Wspomożenia Wiernych przyozdobiony w kompozycję złożoną z flagi Polski, maryjnej i papieskiej, Dębogóra
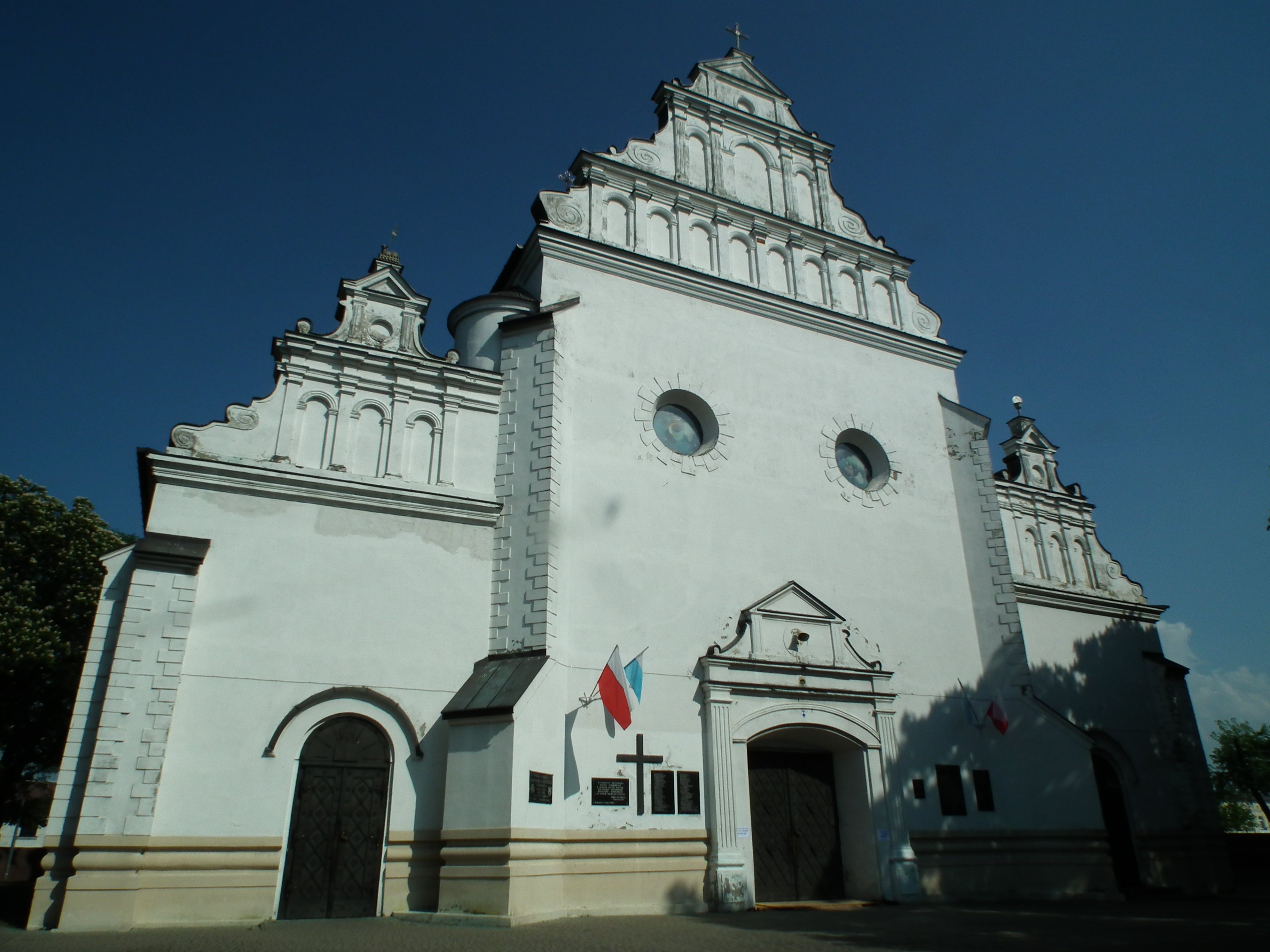
Kościół św. Katarzyny Męczennicy w Poddębicach przyozdobiony we flagi Polski i maryjne
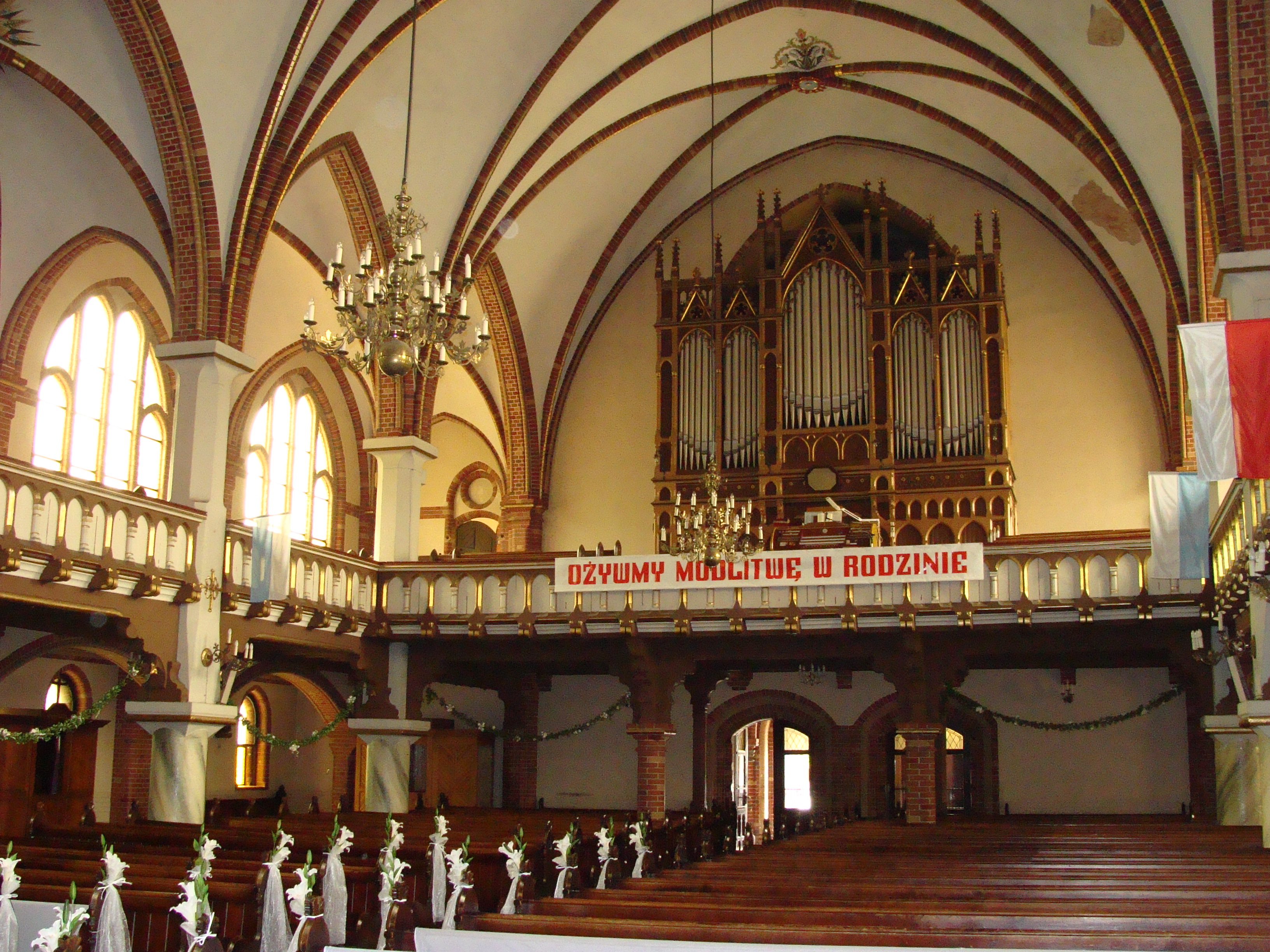
Flagi maryjne wiszące wraz z flagami Polski w kościele NMP Królowej Polski w Świebodzinie
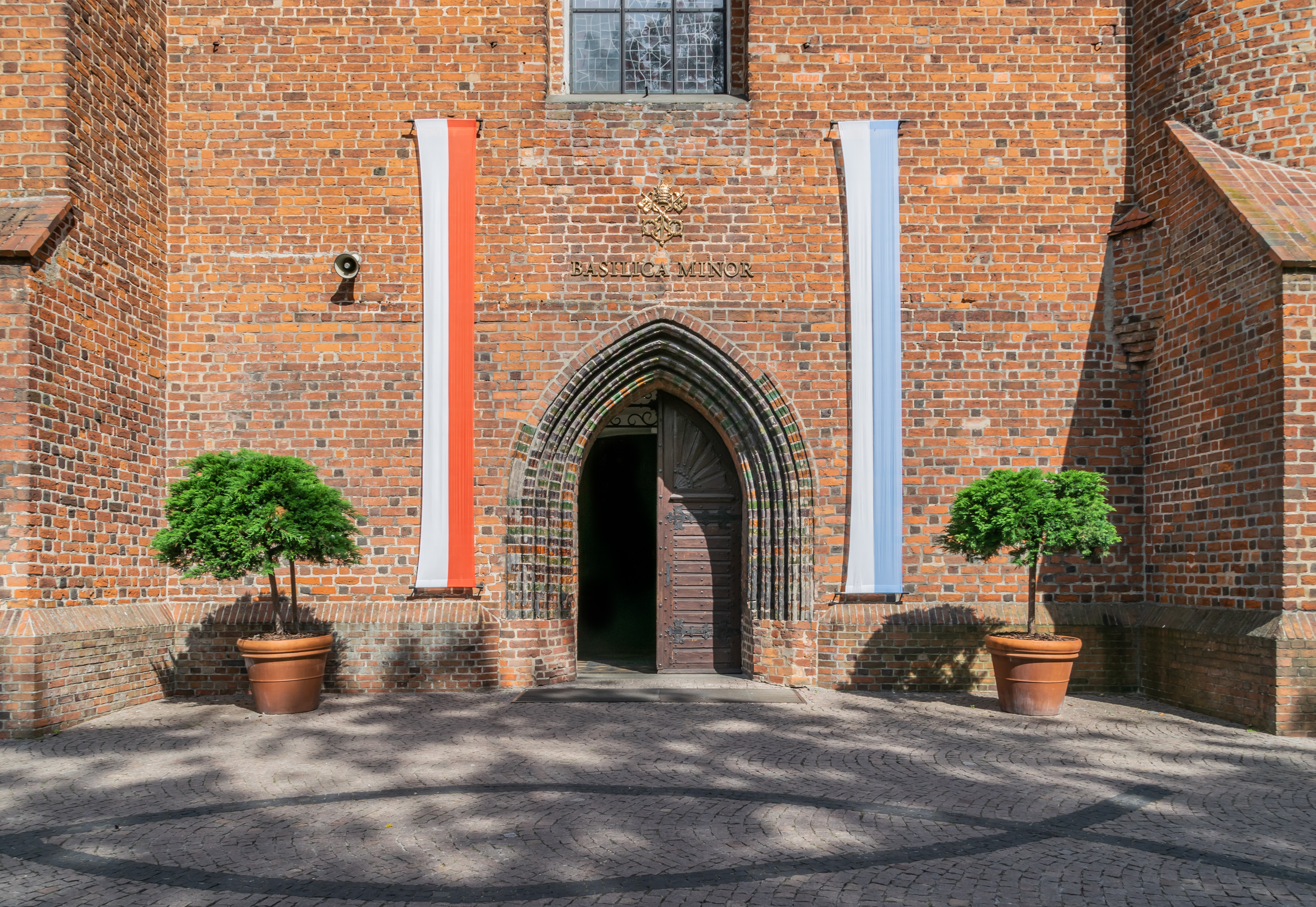
Flaga Polski i maryjna zawieszone wertykalnie na Bazylice kolegiackiej Matki Bożej Pocieszenia i św. Stanisława Biskupa w Szamotułach